# Batty
Batty — компьютерная игра, клон популярной игры Arkanoid на ZX Spectrum.
Дата появления — 1987 год. На территории СССР игра Batty стала одной из самых популярных компьютерных игр конца 80-х — начала 90-х годов XX века.
Задача игрока — уничтожить разноцветные прямоугольники в верхней части экрана при помощи шарика, который нужно отбивать ракеткой, горизонтально перемещающейся в нижней части экрана. При этом нельзя допустить выпадения шарика за пределы экрана снизу.
Препятствия для шарика на экране: неразбивающиеся блоки, птица или летающая тарелка, ускорение шарика; магниты, отталкивающие шарик (иногда могут помочь).
Как и в любой игре типа арканоид, нужно ловить выпадающие призы: увеличение ракетки, жизнь, переход на другой уровень, липучка, мега шар, просто бонус, убить птицу или НЛО.
В начале 90-х годов, энтузиастами из стран постсоветского пространства были выпущены продолжения игры с новыми уровнями (Batty 2, Batty 3, Batty 4). Также был написан редактор уровней.

## Оценки и мнения
| Награды           | Награды                                             |
| Издание           | Награда                                             |
| ----------------- | --------------------------------------------------- |
| Your Sinclair     | Лучшие игры всех времен для ZX Spectrum, 65-е место |
| Retro Gamer, 2008 | 25-е место в рейтинге Лучших игр ZX Spectrum        |